# Vienna Definition Language
El  Vienna Definition Language (VDL), en español, «Lenguaje de Definición de Viena» es un lenguaje de programación desarrollado en un centro de IBM en Viena (Austria), que puede utilizarse para declarar definiciones algebraicas de lenguajes de programación para software con una semántica operacional. Representa un metalenguaje (lenguaje formal) y se ha utilizado, entre otros, para la definición del lenguaje de programación PL/I. 
A partir de este lenguaje se ha creado una metodología, el Vienna Development Method, lo que facilita formular demostraciones de corrección sobre programas informáticos. Se sirve de una notación matemática, para expresar de forma precisa especificaciones de subrutinas. 
La utilización de estos metalenguajes y demostraciones solo suele rentabilizarse para sistemas donde la seguridad es crítica (ej. pasos de tren, centrales nucleares), cuya demostración es muy trabajosa y por lo tanto cara.  